# Ingerophrynus celebensis
Ingerophrynus celebensis é uma espécie de sapo da família Bufonidae. Ele é endêmico na Indonésia. Ocupa todos os habitats como as florestas tropicais primárias, em regeneração, plantações, áreas cultivadas e cidades.